# El Ghrous
El Ghrous è un comune dell'Algeria, situato nella provincia di Biskra.